# Aleksandr Gradski
Aleksandr Borisovtisj Gradski (Russisch: Алекса́ндр Бори́сович Гра́дский; Kopejsk, 3 november 1949 - Moskou, 28 november 2021) was een Russische rockzanger. Gradski wordt gezien als een van de grondleggers van de Russische rock.

## Biografie
Aleksandr Gradski werd als Aleksandr Fradkin geboren in Kopejsk, een stad in Oblast Tsjeljabinsk. Zijn vader Boris Fradkin was monteur en zijn moeder Tamara Gradskaja een muzikante. In 1957 verhuisde de familie naar Moskou. Zes jaar later overleed Fradkin's moeder en zodoende veranderde zijn vader de familienaam van Fradkin naar Gradski, als herinnering aan haar.

### Carrière
Gradski startte zijn muzikale carrière midden jaren zestig en speelde bij verschillende bands. Hij werd het bekendst in de band Skomorochi waarvan hij tussen 1966 en 1989 lid van was. Intussen hield Gradski zich ook bezig met het componeren van muziek. Hij werd uitgekozen door regisseur Andrej Kontsjalovski om de muziek te componeren voor de film Romans o vljoebljonnych die in 1974 uitkwam. Hetzelfde jaar studeerde Gradski af aan de Gnessin Staatsacademie voor Muziek.
Na de successen met filmmuziek verkoos Gradski het componeren boven het zingen en schreef filmmuziek voor meer dan vijftig films. Wel bleef hij actief in het zingen van opera's, waar hij vooral in de jaren tachtig aan deed. Naast het zingen en componeren gaf Gradski ook les aan de Gnessin Staatsacademie voor Muziek.
In 2000 werd Gradski geëerd met de titel Volksartiest van de Russische Federatie, die hij uit handen kreeg van Vladimir Poetin.
Na de eeuwwisseling werd Gradski minder actief en schreef ook minder muziek voor andere artiesten. Vanaf 2012 werd hij bij het publiek weer bekender nadat bekend was geworden dat Gradski een van de vier coaches zou worden van de Russische versie van The Voice. Hij was coach in seizoen 1, 2, 3, 4, 6 en 10. Maar liefst vier keer zat de uiteindelijke winnaar in zijn team. In het eerste seizoen coachte hij Dina Garipova, die Rusland vertegenwoordigde op het Eurovisiesongfestival 2013. Het tiende seizoen kon hij niet afmaken vanwege zijn dood.
In september 2021 raakte Gradski besmet met het coronavirus. In de maanden daarna verslechterde zijn gezondheid steeds meer. Op 26 november 2021 werd hij met spoed opgenomen in het ziekenhuis, waar hij twee dagen later overleed.
- Gemeinsame Normdatei: 1038019958
- International Standard Name Identifier: 0000 0000 3155 9860
- Library of Congress Control Number: n93091362
- Nationale Bibliotheek van Letland: 000239814
- MusicBrainz: be3cd5d7-ba60-4533-a42d-385b680d4884
- Virtual International Authority File: 304966117